# Slașten
Slașten (în bulgară Слащен) este un sat în Obștina Satovcea, Regiunea Blagoevgrad, Bulgaria, localizat în munții Rodopi. Populația este alcătuită din pomaci, popor de religie musulmană.
Peștera Stapalkite (Scara) are o lungime de 64 de metri și o denivelare de 38.

## Demografie
Componența etnică a satului Slașten
     Bulgari (26,6%)
     Nicio identificare (72,96%)
     Altele (1,33%)
La recensământul din 2011, populația satului Slașten era de 1.879 locuitori. Nu există o etnie majoritară, locuitorii fiind  și bulgari (26,6%). Pentru 72,96% din locuitori nu este cunoscută apartenența etnică.